# 仁比山城
仁比山城（にいやまじょう）は、佐賀県神埼市にあった日本の城（山城）。

## 概要
神埼市の背振山地南麓に位置する。城原川流域から背振山地に入る道を抑える要衝にあたる。旧来の比定地は仁比山神社南方・小渕集落の北の標高192mの山だが、2006年（平成18年）神社北方の山内に城郭の本体と考えられる遺構が確認されている。
少弐頼尚が南朝に対抗するため築いた。文和3年（1354年）には九州探題の一色直氏が千葉氏らと共に仁比山城に入って菊池氏を撃退するなど、南北朝の間で激しい戦いが繰り返された。正平15年（1360年）には南朝の菊池武安が城主となっている。
旧来は寺域南方の橿森稲荷神社がある山が比定地だったが、目立った遺構がなかった。ところが、佐賀県内城館調査の一環で範囲を広げて行われた2006年の調査で遺構が発見され、新たな比定地となっている。